# Aliki Fakate

a Compétitions nationales et continentales officielles uniquement.

Dernière mise à jour le 08 mai 2014.
Aliki Fakate, né le 4 septembre 1985 à Nouméa (Nouvelle-Calédonie), est un joueur professionnel français de rugby à XV, qui évolue au poste de deuxième ligne de 2005 à 2014.
Formé au Lyon OU, il joue par la suite au Montpellier HR avec qui il termine Vice-champion de France en 2011 puis, à l'Union Bordeaux Bègles. Il doit mettre un terme à sa carrière en 2014 pour raisons médicales.
Il est le cousin de Vincent Pelo et de Dimitri Pelo.

## Carrière

### En club

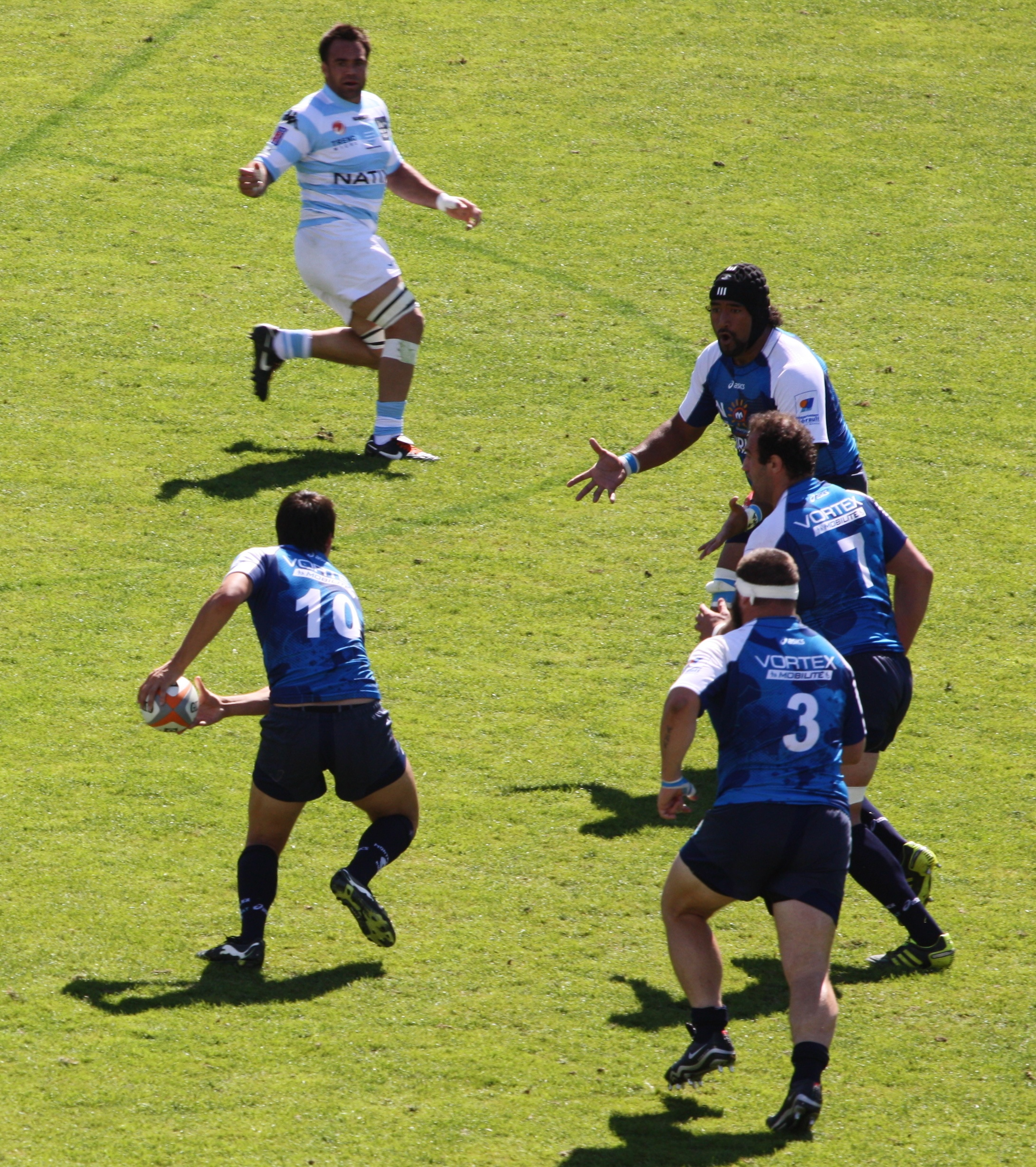
Aliki Fakate prêt à recevoir la passe de François Trinh-Duc

Ancien athlète dans la discipline du lancer du marteau, il se reconvertit dans le rugby en intégrant le centre de formation du Lyon olympique universitaire en 2005. Il dispute son premier match professionnel en Pro D2 le 27 octobre 2007 contre le Racing Métro 92. Après trois saisons passées avec Montpellier, il se fait remarquer par d'autres formations, dont notamment le Rugby Club Toulonnais. Finalement, il s'engage au sein de l'Union Bordeaux Bègles (Top 14) et effectue sa première saison sous le maillot girondin en 2013-2014.
Il met un terme à sa carrière à l'issue de la saison 2013/2014 avec l'UBB en raison d'un problème médical. Lors de la dernière journée du championnat, il inscrit le cinquième des huit essais de son équipe qui remporte la victoire 54 à 20 face au Biarritz Olympique.
Ayant l'interdiction du corps médical de rejouer en professionnel, il rejoue en amateur lors de la saison 2016-2017 au sein du club de division d'Honneur de Gujan-Mestras.
Son parcours en club est le suivant :
- 2005-2010 : Lyon OU
- 2010-2013 : Montpellier HR
- 2013-2014 : Union Bordeaux Bègles (Top 14)
- 2016-2017 : UA Gujan-Mestras (Honneur / Comité Côte d'Argent)

### En équipe nationale
Il honore sa première cape internationale en équipe de France A le 12 juin 2009 contre l'équipe d'Italie A dans le cadre de la Coupe des Nations. Il obtient deux autres sélections lors de ce tournoi.

## Palmarès
- Vice-champion de France en 2011 avec le Montpellier Hérault rugby